# Liste des édifices labellisés « Architecture contemporaine remarquable » du Bas-Rhin
Cet article recense les édifices labellisés « Architecture contemporaine remarquable » du Bas-Rhin, en France.
Le label « Architecture contemporaine remarquable » remplace depuis 2016 l'ancien label « Patrimoine du XXe siècle ». Il ne prend en compte que des édifices de moins de 100 ans à la date de labellisation, et qui ne sont pas protégés comme monuments historiques.
Au début 2024, le Bas-Rhin compte 24 édifices ainsi labellisés.

## Liste
| Monument                                                   | Commune       | Adresse                     | Coordonnées                      | Notice      | Date | Illustration                                               |
| ---------------------------------------------------------- | ------------- | --------------------------- | -------------------------------- | ----------- | ---- | ---------------------------------------------------------- |
| Maison Degott                                              | Epfig         | 17 rue de la Montagne       | 48° 21′ 36″ nord, 7° 27′ 31″ est | ACR0000471  | 2004 | Image manquante Téléverser                                 |
| Centre aquatique Nautiland                                 | Haguenau      | 8 rue des Dominicains       | 48° 48′ 55″ nord, 7° 47′ 39″ est | ACR0001801  | 2023 | Centre aquatique Nautiland                                 |
| Église Saint-Arbogast                                      | Herrlisheim   | 1 rue Châteauneuf-la-Forêt  | 48° 43′ 45″ nord, 7° 54′ 25″ est | ACR0000472  | 2015 | Église Saint-Arbogast                                      |
| Centre d'interprétation de l'architecture et du patrimoine | Lichtenberg   | Château de Lichtenberg      | 48° 55′ 17″ nord, 7° 29′ 11″ est | ACR0000474  | 2015 | Centre d'interprétation de l'architecture et du patrimoine |
| Piscine Tournesol                                          | Lingolsheim   | 7 rue de Normandie          | 48° 33′ 46″ nord, 7° 40′ 53″ est | ACR0001800  | 2023 | Image manquante Téléverser                                 |
| Piscine de plein-air                                       | Obernai       | 28 rue de Boersch           | 48° 27′ 57″ nord, 7° 28′ 14″ est | ACR0001795  | 2023 | Image manquante Téléverser                                 |
| Piscine Plein Soleil                                       | Ostwald       | 8 quai de Heydt             | 48° 32′ 50″ nord, 7° 42′ 44″ est | ACR0001799  | 2023 | Image manquante Téléverser                                 |
| Chais d'embouteillage de la Coop                           | Strasbourg    | 1-3 rue de la Coopérative   | 48° 34′ 35″ nord, 7° 47′ 17″ est | ACR0000475  | 2015 | Image manquante Téléverser                                 |
| Cité Rotterdam                                             | Strasbourg    | Rue de Rotterdam            | 48° 35′ 03″ nord, 7° 46′ 44″ est | ACR0000476  | 2004 | Image manquante Téléverser                                 |
| Cité-jardin Ungemach                                       | Strasbourg    | Avenue Schützenberg         | 48° 35′ 48″ nord, 7° 45′ 35″ est | ACR0000477  | 2004 | Cité-jardin Ungemach                                       |
| Cour européenne des droits de l'homme                      | Strasbourg    | Allée des Droits-de-l'homme | 48° 35′ 48″ nord, 7° 46′ 27″ est | ACR0000478  | 2015 | Cour européenne des droits de l'homme                      |
| Église de la Très-Sainte-Trinité de Strasbourg             | Strasbourg    | Rue de Boston               | 48° 34′ 40″ nord, 7° 46′ 32″ est | ACR0000479  | 2015 | Église de la Très-Sainte-Trinité de Strasbourg             |
| Église Saint-Vincent-de-Paul de Strasbourg                 | Strasbourg    | 2 avenue de la Normandie    | 48° 33′ 00″ nord, 7° 45′ 07″ est | ACR0000480  | 2004 | Image manquante Téléverser                                 |
| Ensemble d'immeubles                                       | Strasbourg    | Place de l'Homme-de-Fer     | 48° 35′ 02″ nord, 7° 44′ 40″ est | ACR0000481  | 2015 | Ensemble d'immeubles                                       |
| Gaz de Strasbourg                                          | Strasbourg    | 1 rue des Bonnes-Gens       | 48° 35′ 14″ nord, 7° 44′ 34″ est | ACR0000482  | 2015 | Gaz de Strasbourg                                          |
| Grande-Percée                                              | Strasbourg    | Rue du 22-novembre          | 48° 34′ 58″ nord, 7° 44′ 34″ est | ACR0000490  | 2015 | Grande-Percée                                              |
| Grande synagogue de la Paix                                | Strasbourg    | 1 rue René-Hirschler        | 48° 35′ 26″ nord, 7° 45′ 24″ est | ACR0000492  | 2004 | Grande synagogue de la Paix                                |
| Immeuble                                                   | Strasbourg    | 7 quai Rouget-de-l'Isle     | 48° 35′ 15″ nord, 7° 45′ 49″ est | ACR0000483  | 2015 | Image manquante Téléverser                                 |
| Maison de la Radio                                         | Strasbourg    | 3 rue Lauth                 | 48° 35′ 41″ nord, 7° 45′ 35″ est | ACR0001745  | 2015 | Maison de la Radio                                         |
| Maison des droits de l'homme                               | Strasbourg    | 2 rue Sforza                | 48° 35′ 44″ nord, 7° 46′ 22″ est | ACR0000485  | 2004 | Maison des droits de l'homme                               |
| Parlement européen                                         | Strasbourg    | Boulevard de Dresde         | 48° 35′ 58″ nord, 7° 46′ 00″ est | ACR0000486  | 2015 | Image manquante Téléverser                                 |
| Piscine de la Kibitzenau                                   | Strasbourg    | 1 rue de la Kibitzenau      | 48° 33′ 27″ nord, 7° 45′ 50″ est | ACR0001797  | 2023 | Image manquante Téléverser                                 |
| Port                                                       | Strasbourg    |                             | 48° 34′ 25″ nord, 7° 46′ 38″ est | ACR0000491  | 2015 | Port                                                       |
| Quartier de l'Esplanade                                    | Strasbourg    |                             | 48° 34′ 43″ nord, 7° 46′ 10″ est | ACR0000487  | 2015 | Quartier de l'Esplanade                                    |
| Médiathèque André Malraux                                  | Strasbourg    | 1 Presqu’île André Malraux  | 48° 20′ 34″ nord, 7° 27′ 13″ est | ACR00004752 | 2015 | Médiathèque André Malraux                                  |
| Médiathèque et école de musique du Kochersberg             | Truchtersheim | rue Germain Muller          | 48° 39′ 24″ nord, 7° 36′ 15″ est |             | 2023 | Image manquante Téléverser                                 |